# Bart Verbruggen
Bart Verbruggen (Breda, 18 agosto 2002) è un calciatore olandese, portiere del Brighton e della nazionale olandese.

## Carriera

### Club
Cresciuto nei settori giovanili delle squadre della sua città natale, WDS '19 e NAC Breda, il 26 agosto 2020 il portiene viene acquistato dall'Anderlecht per circa 300.000 euro. Il 2 maggio 2021 ha esordito con il club belga, in occasione dell'incontro di Pro League pareggiato per 2-2 contro il Club Bruges.
Il 16 marzo 2023, durante la partita di ritorno degli ottavi di finale di UEFA Europa Conference League in casa del Villarreal, Verbruggen risulta uno dei protagonisti della vittoria per 0-1 della formazione bianco-malva, che accede così ai quarti di finale del torneo, poi persi ai rigori contro l'AZ Alkmaar.
Il 3 luglio 2023, Verbruggen passa a titolo definitivo al Brighton, in Premier League, con cui firma un accordo quinquennale. Esordisce il 26 agosto, nella terza di campionato in casa contro il West Ham (1-3).

### Nazionale
Ha giocato nella nazionale olandese Under-18.
Nel marzo del 2023, Verbruggen è stato convocato per la prima volta con la nazionale maggiore olandese, in vista delle partite di qualificazione al campionato europeo del 2024 contro Francia e Gibilterra.
Nel maggio dello stesso anno, è stato incluso da Erwin van de Looi nella rosa della nazionale Under-21 olandese partecipante agli Europei di categoria in Romania e Georgia: durante la competizione, il portiere è risultato uno dei migliori elementi degli Oranje, nonostante la loro eliminazione al primo turno.
Il 13 ottobre 2023 esordisce con la massima selezione olandese nella sconfitta per 1-2 contro la Francia.
Convocato per gli Europei 2024, è il portiere titolare degli orange nella competizione, che si interrompe solamente alla semifinale.

## Statistiche

### Presenze e reti nei club
Statistiche aggiornate al 15 maggio 2024.
| Stagione          | Squadra           | Campionato        | Campionato | Campionato | Coppe nazionali | Coppe nazionali | Coppe nazionali | Coppe continentali | Coppe continentali | Coppe continentali | Altre coppe | Altre coppe | Altre coppe | Totale | Totale |
| Stagione          | Squadra           | Comp              | Pres       | Reti       | Comp            | Pres            | Reti            | Comp               | Pres               | Reti               | Comp        | Pres        | Reti        | Pres   | Reti   |
| ----------------- | ----------------- | ----------------- | ---------- | ---------- | --------------- | --------------- | --------------- | ------------------ | ------------------ | ------------------ | ----------- | ----------- | ----------- | ------ | ------ |
| 2022-2023         | RSCA Futures      | D2                | 13         | -17        | -               | -               | -               | -                  | -                  | -                  | -           | -           | -           | 13     | -17    |
| 2020-2021         | Anderlecht        | D1                | 0+6        | 0 + -11    | CB              | 0               | 0               | -                  | -                  | -                  | -           | -           | -           | 6      | -11    |
| 2021-2022         | Anderlecht        | D1                | 0+1        | 0          | CB              | 0               | 0               | UECL               | 0                  | 0                  | -           | -           | -           | 1      | 0      |
| 2022-2023         | Anderlecht        | D1                | 17         | -21        | CB              | 1               | -2              | UECL               | 6                  | -5                 | -           | -           | -           | 24     | -18    |
| Totale Anderlecht | Totale Anderlecht | Totale Anderlecht | 17+7       | -32        |                 | 1               | -2              |                    | 6                  | -5                 |             | -           | -           | 31     | -39    |
| 2023-2024         | Brighton          | PL                | 21         | -28        | FACup+CdL       | 2+1             | -4 + -1         | UEL                | 3                  | 0                  | -           | -           | -           | 27     | -33    |
| Totale carriera   | Totale carriera   | Totale carriera   | 58         | -77        |                 | 4               | -7              |                    | 9                  | -5                 |             | -           | -           | 71     | -89    |

### Cronologia presenze e reti in nazionale
| Cronologia completa delle presenze e delle reti in nazionale ― Paesi Bassi | Cronologia completa delle presenze e delle reti in nazionale ― Paesi Bassi | Cronologia completa delle presenze e delle reti in nazionale ― Paesi Bassi | Cronologia completa delle presenze e delle reti in nazionale ― Paesi Bassi | Cronologia completa delle presenze e delle reti in nazionale ― Paesi Bassi | Cronologia completa delle presenze e delle reti in nazionale ― Paesi Bassi | Cronologia completa delle presenze e delle reti in nazionale ― Paesi Bassi | Cronologia completa delle presenze e delle reti in nazionale ― Paesi Bassi |
| Data                                                                       | Città                                                                      | In casa                                                                    | Risultato                                                                  | Ospiti                                                                     | Competizione                                                               | Reti                                                                       | Note                                                                       |
| -------------------------------------------------------------------------- | -------------------------------------------------------------------------- | -------------------------------------------------------------------------- | -------------------------------------------------------------------------- | -------------------------------------------------------------------------- | -------------------------------------------------------------------------- | -------------------------------------------------------------------------- | -------------------------------------------------------------------------- |
| 13-10-2023                                                                 | Eindhoven                                                                  | Paesi Bassi                                                                | 1 – 2                                                                      | Francia                                                                    | Qual. Euro 2024                                                            | -2                                                                         |                                                                            |
| 16-10-2023                                                                 | Atene                                                                      | Grecia                                                                     | 0 – 1                                                                      | Paesi Bassi                                                                | Qual. Euro 2024                                                            | -                                                                          |                                                                            |
| 18-11-2023                                                                 | Amsterdam                                                                  | Paesi Bassi                                                                | 1 – 0                                                                      | Irlanda                                                                    | Qual. Euro 2024                                                            | -                                                                          |                                                                            |
| 21-11-2023                                                                 | Faro                                                                       | Gibilterra                                                                 | 0 – 6                                                                      | Paesi Bassi                                                                | Qual. Euro 2024                                                            | -                                                                          |                                                                            |
| 26-3-2024                                                                  | Francoforte sul Meno                                                       | Germania                                                                   | 2 – 1                                                                      | Paesi Bassi                                                                | Amichevole                                                                 | -2                                                                         |                                                                            |
| 6-6-2024                                                                   | Rotterdam                                                                  | Paesi Bassi                                                                | 4 – 0                                                                      | Canada                                                                     | Amichevole                                                                 | -                                                                          |                                                                            |
| 10-6-2024                                                                  | Rotterdam                                                                  | Paesi Bassi                                                                | 4 – 0                                                                      | Islanda                                                                    | Amichevole                                                                 | -                                                                          |                                                                            |
| 16-6-2024                                                                  | Amburgo                                                                    | Polonia                                                                    | 1 – 2                                                                      | Paesi Bassi                                                                | Euro 2024 - 1º turno                                                       | -1                                                                         |                                                                            |
| 21-6-2024                                                                  | Lipsia                                                                     | Paesi Bassi                                                                | 0 – 0                                                                      | Francia                                                                    | Euro 2024 - 1º turno                                                       | -                                                                          |                                                                            |
| 25-6-2024                                                                  | Berlino                                                                    | Paesi Bassi                                                                | 2 – 3                                                                      | Austria                                                                    | Euro 2024 - 1º turno                                                       | -3                                                                         |                                                                            |
| 2-7-2024                                                                   | Monaco di Baviera                                                          | Romania                                                                    | 0 – 3                                                                      | Paesi Bassi                                                                | Euro 2024 - Ottavi di finale                                               | -                                                                          |                                                                            |
| 6-7-2024                                                                   | Berlino                                                                    | Paesi Bassi                                                                | 2 – 1                                                                      | Turchia                                                                    | Euro 2024 - Quarti di finale                                               | -1                                                                         |                                                                            |
| 10-7-2024                                                                  | Dortmund                                                                   | Paesi Bassi                                                                | 1 – 2                                                                      | Inghilterra                                                                | Euro 2024 - Semifinale                                                     | -2                                                                         |                                                                            |
| 7-9-2024                                                                   | Eindhoven                                                                  | Paesi Bassi                                                                | 5 – 2                                                                      | Bosnia ed Erzegovina                                                       | UEFA Nations League 2024-2025 - 1º turno                                   | -2                                                                         |                                                                            |
| 10-9-2024                                                                  | Amsterdam                                                                  | Paesi Bassi                                                                | 2 – 2                                                                      | Germania                                                                   | UEFA Nations League 2024-2025 - 1º turno                                   | -2                                                                         |                                                                            |
| 11-10-2024                                                                 | Budapest                                                                   | Ungheria                                                                   | 1 – 1                                                                      | Paesi Bassi                                                                | UEFA Nations League 2024-2025 - 1º turno                                   | -1                                                                         |                                                                            |
| 14-10-2024                                                                 | Monaco di Baviera                                                          | Germania                                                                   | 1 – 0                                                                      | Paesi Bassi                                                                | UEFA Nations League 2024-2025 - 1º turno                                   | -1                                                                         |                                                                            |
| 16-11-2024                                                                 | Amsterdam                                                                  | Paesi Bassi                                                                | 4 – 0                                                                      | Ungheria                                                                   | UEFA Nations League 2024-2025 - 1º turno                                   | -                                                                          |                                                                            |
| 20-3-2025                                                                  | Rotterdam                                                                  | Paesi Bassi                                                                | 2 – 2                                                                      | Spagna                                                                     | UEFA Nations League 2024-2025 - Quarti di finale                           | -2                                                                         |                                                                            |
| 23-3-2025                                                                  | Valencia                                                                   | Spagna                                                                     | 3 – 3 dts (5 – 4 dtr)                                                      | Paesi Bassi                                                                | UEFA Nations League 2024-2025 - Quarti di finale                           | -3                                                                         |                                                                            |
| Totale                                                                     |                                                                            | Presenze                                                                   | 20                                                                         |                                                                            | Reti                                                                       | -22                                                                        |                                                                            |